# The Hertz Corporation

Logotipo da Hertz

The Hertz Corporation é um grupo de empresas norte-americana de locação de veículos pertencente a Hertz Global Holdings, com sede em Park Ridge e presente em 145 países em todo o mundo.

## História
A companhia foi fundada por Walter L. Jacobs em 1918, que iniciou a operação com a locação de veículo, quando possuía alguns Ford T. Em 1923, Jacobs vendeu a empresa para John D. Hertz, que a transformou no grupo Yellow Truck and Coach Manufacturing Company e renomeou a companhia para "Hertz sistema dirija-você-mesmo” (“Drive-Ur-Self System", em inglês). Em 1925, parte das ações da Yellow Truck foram vendidas para a General Motors e em 1943 a fabricante de veículos ficou com as ações restantes.
Em 1953, no entanto, John D. Hertz conseguiu comprar de volta as ações da empresa por meio da The Omnibus Corporation, da qual também era dono. A The Omnibus Corporation tinha investimentos em transporte público, e Hertz se desfez desses ativos para transformar todo o grupo em The Hertz Corporation, nome sob o qual abriu seu capital na Bolsa de Valores de Nova York (New York Stock Exchange) no ano seguinte.
Em 1954, a nova empresa comprou a Metropolitan Distributors, empresa de leasing de veículos pesados de Nova York. Em 1967, The Hertz Corporation se tornou uma subsidiária da RCA (a Radio Corporation of America, uma empresa americana de eletrônicos que existiu entre 1919 e 1986) mas continuou sendo administrada de forma independente.
Em 1985, a Hertz passou a fazer parte da UAL Corporation. Em 1987, a Hertz foi vendida para a Park Ridge Corporation, a qual na época era uma unidade de negócios comandada pela Ford Motor Company e membros mais antigos da própria diretoria da Hertz. Em 1988, a Volvo North America Corporation investiu na Park Ridge Corporation.
Em abril de 2010, a Hertz e a Dollar-Thrifty Automotive Group anunciaram um acordo de fusão, mas os controladores da Dollar-Thrifty não haviam aceitado a primeira proposta de US$ 41 por ação. Uma segunda negociação, em 2012, foi concluída por US$ 2,3 bilhões. O acordo foi concluído em novembro de 2012.
A 22 de maio de 2020, pesadamente endividada, a Hertz anuncia negociar um plano de recuperação nos Estados Unidos e o Canadá. Esta medida não implica por agora as filiais europeias.

## Brasil
No Brasil, a Hertz retomou as atividades em 1995 por meio da empresa Hertz Brasil.